# Copelatus masculinus
Copelatus masculinus är en skalbaggsart som beskrevs av Régimbart 1899. Copelatus masculinus ingår i släktet Copelatus och familjen dykare. Inga underarter finns listade i Catalogue of Life.